# Пшецлав (гміна)
Гміна Пшецлав (пол. Gmina Przecław) — місько-сільська гміна у східній Польщі. Належить до Мелецького повіту Підкарпатського воєводства.
Станом на 31 грудня 2011 у гміні проживало 11474 особи.

## Територія
Згідно з даними за 2007 рік площа гміни становила 134.29 км², у тому числі:
- орні землі: 53.00%
- ліси: 39.00%

Таким чином, площа гміни становить 15.26% площі повіту.

## Населення
Станом на 31 грудня 2011:
| Опис     | Загалом | Загалом | Чоловіки | Чоловіки | Жінки | Жінки |
| -------- | ------- | ------- | -------- | -------- | ----- | ----- |
| одиниця  | осіб    | %       | осіб     | %        | осіб  | %     |
| все      | 11474   | 100     | 5667     | 49.39    | 5807  | 50.61 |
| міське   | 1652    | 100     | 792      | 47.94    | 860   | 52.06 |
| сільське | 9822    | 100     | 4875     | 49.63    | 4947  | 50.37 |

## Сусідні гміни
Гміна Пшецлав межує з такими гмінами: Дембиця, Жиракув, Мелець, Мелець, Нівіська, Острув, Радомишль-Великий.